# Polymixis plumbina
Polymixis plumbina är en fjärilsart som beskrevs av Ludwig Osthelder. Polymixis plumbina ingår i släktet Polymixis och familjen nattflyn. Inga underarter finns listade i Catalogue of Life.